# شاه فيصل
شاه فيصل (20 سبتمبر 1996 في باكستان - ) هو لاعب كريكت باكستاني.

## وصلات خارجية
- شاه فيصل على موقع إي آس بي آن كريك إنفو (الإنجليزية)